# هورمون تیروئید

سیستم تیروئید هورمونهای تیروکسین و تری‌یدوتیرونین.

هورمونهای غده تیروئید (انگلیسی: Thyroid hormone) شامل تیروکسین یا تی۴، تری یدوتیرونین یا تی۳ و RT۳ یا تری یدوتیرونین معکوس می‌باشد. این هورمونها بر رشد و متابولیسم سلولها موثرند. هورمون کلسیتونین نیز توسط غده تیروئید تولید می‌شود.
از هورمون‌های تیروئیدی ذکر شده تی۴ به مقادیر بالا ترشح می‌گردد اما تی۳ بیشترین فعالیت را داراست (دلیل این امر این است که بدن ما از کمبود یون ید در آینده نگران است بنابراین تی۴ با از دست دادن یک اتم ید به تی۳ تبدیل می‌شود که نگرانی از جهت کمبود این ماده نداشته باشد) و RT۳ کمترین مقدار را داراست. هورمون محرک تیروئید (TSH) که از بخش پیشین هیپوفیز (هیپوفیز قدامی) ترشح می‌شود، میزان این هورمون‌ها را تنظیم می‌کند.

## کارکرد
افزایش میزان سوخت و ساز پایه اثر اصلی هورمون‌های تیروئید است. این هورمون‌ها سوخت و ساز قندها و چربی‌ها را افزایش می‌دهند. آنها باعث تحریک ساختن پروتئین نیز می‌شوند؛ بنابراین هورمون‌های تیروئید برای رشد طبیعی ضروری هستند.
هورمون کلسیتونین در متابولیسم کلسیم مؤثر است.

## کاربردهای پزشکی
دو دارویی که برای درمان کمبود هورمون تیروئید استفاده می‌شود، T3 و T4 هستند. هر دو در صورت مصرف خوراکی به خوبی جذب می‌شوند. نام شیمیایی T4 لووتیروکسین است که کندتر از T3 تولید و متابولیزه می‌شود و نیاز به تجویز یک بار در روز دارد. T4 را می‌توان به شکل طبیعی به عنوان هورمون‌های تیروئید خشک شده مشتق شده از غده تیروئید خوک، حاوی 20% T3 و ردپای T2، T1 و کلسی تونین یافت. ترکیبات مصنوعی T3/T4 در نسبت‌های مختلف، مانند لیوتریکس، و داروهای خالص-T3 (INN: لیوتیرونین) نیز موجود است. لووتیروکسین سدیم معمولاً اولین دوره درمانی است. برخی از بیماران هورمون‌های تیروئید خشک شده را ترجیح می‌دهند، اما آزمایش‌های بالینی هیچ فایده ای نسبت به اشکال بیوسنتزی نشان نداده‌اند.
تیرونامین‌ها هنوز کاربرد پزشکی ندارند، اما استفاده از آنها برای القای کنترل شده هیپوترمی پیشنهاد شده است که ممکن است در جلوگیری از آسیب در طول شوک ایسکمیک مفید باشد.
تیروکسین مصنوعی اولین بار توسط چارلز رابرت هرینگتون و جورج بارگر در سال ۱۹۲۶ با موفقیت تولید شد.

### فرمولاسیون
اکثر افراد برای مشکلات تیروئید با هورمون تیروئید مصنوعی لووتیروکسین درمان می‌شوند. نسخه‌های مختلف این ترکیب حلالیت و اثربخشی متفاوتی دارند. سایر مکمل‌های طبیعی هورمون تیروئید هنوز هم یافت می‌شوند که معمولاً از تیروئید حیوانی مشتق می‌شوند. لووتیروکسین فقط حاوی T4 است، بنابراین برای افرادی که نمی‌توانند T4 را به T3 تبدیل کنند مؤثر نیست.
این افراد می‌توانند هورمون‌های طبیعی تیروئید یا درمان مصنوعی T3 را انتخاب کنند. نسخه طبیعی شامل هر دو T4 و T3 است، اما عوارض جانبی بیشتری دارد، بنابراین بهتر است مورد به مورد ارزیابی شود. برخی از مارک‌های طبیعی هورمون تیروئید مورد تأیید FDA هستند، اما برخی دیگر تأیید نشده‌اند. هورمون‌های تیروئید معمولاً به خوبی تحمل می‌شوند و معمولاً برای زنان باردار و شیرده بی‌خطر هستند، اما ممکن است بیماری‌های قلبی را به‌ویژه در بیماران مسن‌تر تشدید کنند. در چنین مواردی، پزشکان ممکن است با دوز کمتر شروع کنند و به تدریج آن را افزایش دهند.

## متابولیسم تیروئید

### مرکزی
غده تیروئید دو هورمون به نام‌های T4 و T3 تولید می‌کند. T4 در بافت‌های هدف به T3 تبدیل می‌شود و T3 سه تا پنج برابر فعال تر از T4 است. تولید و تنظیم این هورمون‌ها به شرح زیر انجام می‌شود: یون‌های سدیم و یدید از طریق غشای پایه سلول‌های فولیکولی منتقل می‌شوند و به دنبال آن یدید در سراسر غشای آپیکال به داخل کلوئید فولیکول حرکت می‌کند. تیروپروکسیداز یدید را اکسید می‌کند و ید تشکیل می‌دهد که سپس برای ید دادن تیروگلوبولین داخل کلوئید استفاده می‌شود. این تیروگلوبولین ید دار با کمک مگالین به داخل سلول بازگردانده می‌شود. هورمون محرک تیروئید (TSH) آزاد شده از هیپوفیز قدامی به گیرنده TSH روی غشای قاعده جانبی سلول متصل شده و اندوسیتوز کلوئید را تحریک می‌کند. وزیکول‌های اندوسیتوز شده با لیزوزوم‌های سلول فولیکولی ترکیب می‌شوند و آنزیم‌های لیزوزومی T4 را از تیروگلوبولین یددار جدا می‌کنند. هورمون‌های تیروئید از طریق انتشار یا به کمک ناقل مونوکربوکسیلات (MCT) 8 و ۱۰ از غشای سلولی فولیکولی به سمت رگ‌های خونی عبور می‌کنند.
تیروگلوبولین پروتئینی است که توسط غده تیروئید تولید می‌شود و در تیروئید استفاده می‌شود. این پروتئین حاوی باقی مانده‌های تیروزین است که برخی از آنها اتم‌های ید را متصل می‌کنند. این اتم‌های ید از فرآیندی به نام به دام انداختن ید می‌آیند، جایی که یدید از جریان خون جذب شده و در تیروئید متمرکز می‌شود. ید به باقی مانده‌های تیروزین متصل می‌شود و مونودوتیروزین و دی یدوتیروزین ایجاد می‌کند. سپس آنزیم تیروپراکسیداز این باقیمانده‌های تیروزین یددار را ترکیب می‌کند تا پیش‌ساز هورمون‌های تیروئید، T3 و T4 را ایجاد کند. هورمون‌های T4 و T3 زمانی ترشح می‌شوند که پروتئین توسط پروتئازها تجزیه می‌شود و عوامل بیولوژیکی فعالی هستند که به تنظیم متابولیسم کمک می‌کنند.